# NATO's generalsekretær
NATOs generalsekretær er leder af Det Nordatlantiske Råd, der er det øverste organ i den internationale forsvarsalliance NATO. Generalsekretæren fungerer desuden som NATOs frontfigur udadtil og varetager medlemslandenes interesser, ligesom vedkommende er chef for alliancens ansatte.
Det er en uofficiel tradition, at NATOs generalsekretær er europæer. USA udpeger til gengæld traditionelt organisationens militære strategiske ledere. 
Der kræves enighed om valget af kandidaten. De enkelte medlemslande har alle vetoret.
Generalsekretæren vælges efter uformelle diplomatiske drøftelser mellem medlemslandene, der hver foreslår en kandidat til posten. Generalsekretæren vælges for en periode af fire år. Lønnen er aldrig offentliggjort, men niveauet svarer til ledere af andre internationale organisationer som f.eks. FN og menes således at ligge på 1,5 mio. kr. årligt.

## Liste over generalsekretærer
Nedenstående er en liste over NATOs generalsekretærer siden oprettelsen i 1952.
| #  | Generalsekretær                                 | Billede | Nationalitet   | Overtog embede    | Forlod embede      | Længden af embedet |
| -- | ----------------------------------------------- | ------- | -------------- | ----------------- | ------------------ | ------------------ |
| 1  | General Hastings Ismay                          |         | Storbritannien | 4. april 1952     | 16. maj 1957       | 5 år               |
| 2  | Paul-Henri Spaak                                |         | Belgien        | 16. maj 1957      | 21. april 1961     | 4 år               |
| 3  | Dirk Stikker                                    |         | Holland        | 21. april 1961    | 1. august 1964     | 4 år               |
| 4  | Manlio Brosio                                   |         | Italien        | 1. august 1964    | 1. oktober 1971    | 7 år               |
| 5  | Joseph Luns                                     |         | Holland        | 1. oktober 1971   | 25. juni 1984      | 13 år              |
| 6  | Lord Carington                                  |         | Storbritannien | 25. juni 1984     | 1. juli 1988       | 4 år               |
| 7  | Manfred Wörner                                  |         | Tyskland       | 1. juli 1988      | 13. august 1994    | 6 år               |
| —  | Sergio Balanzino (fungerende)                   |         | Italien        | 13. august 1994   | 17. oktober 1994   | 2 måneder          |
| 8  | Willy Claes                                     |         | Belgien        | 17. oktober 1994  | 20. oktober 1995   | 1 år               |
| —  | Sergio Balanzino (fungerende)                   |         | Italien        | 20. oktober 1995  | 5. december 1995   | 6 uger             |
| 9  | Javier Solana                                   |         | Spanien        | 5. december 1995  | 6. oktober 1999    | 4 år               |
| 10 | George Robertson (Lord Robertson of Port Ellen) |         | Storbritannien | 14. oktober 1999  | 17. december 2003  | 4 år               |
| —  | Alessandro Minuto-Rizzo (fungerende)            |         | Italien        | 17. december 2003 | 1. januar 2004     | 3 uger             |
| 11 | Jaap de Hoop Scheffer                           |         | Holland        | 1. januar 2004    | 1. august 2009     | 5 år               |
| 12 | Anders Fogh Rasmussen                           |         | Danmark        | 1. august 2009    | 30. september 2014 | 5 år               |
| 13 | Jens Stoltenberg                                |         | Norge          | 1. oktober 2014   | 30. september 2024 | 10 år              |
| 14 | Mark Rutte                                      |         | Holland        | 1. oktober 2024   | nuværende (2024)   | 0 år               |